# Oberasbach (Anzing)
Oberasbach ist ein Ortsteil der Gemeinde Anzing im oberbayerischen Landkreis Ebersberg. 

## Lage
Der Weiler Oberasbach liegt etwa einen Kilometer östlich von Anzing.